# OKOK Television
OKOK Television ist ein Video- /Fernsehmagazin für die Region Hannover. 
Träger und sendeverantwortlich ist das Medienhaus für Kunst und Kultur e. V. in Burgdorf. Produziert wird die Sendung unter der Leitung von Susanne Schumacher und Lars Schumacher. Zehn Jahre strahlte der Regionalsender h1 auf der (Frequenz Euronews) von 1996 bis 2006 das Magazin monatlich im Kabelfernsehen aus. Seit 2007 entstehen Film- und Videobeiträge, die auch auf anderen Verbreitungswegen veröffentlicht werden. 
Aktives Mitmachen und Mitgestalten ist in diesem Format durch Seminarangebote möglich. OKOK Television wurde 1997 durch den Europäischen Autorenkreis für Film und Video in Hamburg ausgezeichnet. 2004 erhielt das Produktionsteam den Chronik-Preis des Verkehrs- und Verschönerungsverein der Stadt Burgdorf.

## Veröffentlichungen
- Festumzug 725 Jahre Burgdorf; Doppel-DVD, 122 Minuten, VÖ am 23. Oktober 2004
- OKOK Television 1996–2006; 8 DVD Edition, 500 Minuten, VÖ am 4. Dezember 2006